# Der Distelfink (Film)
Der Distelfink (Originaltitel The Goldfinch) ist ein Filmdrama von John Crowley, das im September 2019 im Rahmen des Toronto International Film Festivals seine Premiere feierte, am 13. September 2019 in die US-amerikanischen und am 26. September 2019 in die deutschen Kinos kam. Der Film basiert auf einem gleichnamigen Roman der US-amerikanischen Schriftstellerin Donna Tartt aus dem Jahr 2013.

## Handlung
Die Handlung spielt in mehreren Zeitebenen parallel. Hier ist sie sortiert nach der Chronologie.
Die Mutter des 13-jährigen Theodore Decker wird bei einem Bombenanschlag im Metropolitan Museum of Art in New York City getötet. Da sich Theo jedoch in einem anderen Ausstellungsraum aufhält, überlebte er die Explosion. Auf Bitten eines älteren Mannes, Welton „Welty“ Blackwell, rettet Theo das Gemälde Der Distelfink aus den Trümmern und nimmt es mit. Das Gemälde gilt fortan als verschollen. Blackwell vertraut ihm außerdem seinen karneolbesetzten Ring an und nennt ihm den Namen seines Antiquitätenladens.
Da Theo keine Verwandten in der Stadt hat, wird er bei der Familie seines Freundes Andy, den Barbours, untergebracht. Einige Zeit später nimmt er Kontakt zu James Hobart auf, dem Geschäftspartner des verstorbenen Welton Blackwell, mit dem zusammen Hobart eine Antiquitätenwerkstatt und -handel betrieben hatte. Er hält sich nun häufig bei Hobart (genannt „Hobie“) auf, den er als väterlichen Freund betrachtet und von dem er die Grundzüge der Möbelrestaurierung lernt. Bei Hobie trifft er auch Pippa wieder, die ebenfalls den Anschlag überlebt hatte und die sich nun nur langsam von den schweren Verletzungen erholt. Theo verliebt sich in Pippa, die später von einer sorgeberechtigten Tante aufgenommen wird.
Die Situation ändert sich abrupt, als sich sein Vater, Larry Decker, meldet. Er nimmt Theo mit nach Las Vegas, wo er zusammen mit seiner Freundin Xandra lebt. Dort lernt Theo den gleichaltrigen Ukrainer Boris Pavlikovsky kennen, mit dem ihn fortan eine tiefe Freundschaft verbindet.
Nachdem sein Vater bei einem Autounfall ums Leben gekommen ist, beschließt Theo, aus Las Vegas zu fliehen, um nicht in staatliche Obhut zu kommen. Gemeinsam mit Boris bestiehlt er Xandra und fährt nach New York, wo er von Hobie aufgenommen wird. Das Gemälde, das Theo in seiner Zeit in Las Vegas sich fest verpackt hatte, deponiert er in einem Mietfach in einem Lagerhaus, um eine zufällige Entdeckung zu verhindern.
Einige Jahre später sieht man Theo als einen jungen Erwachsenen, der mittlerweile Hobies Geschäftspartner geworden ist und als Verkäufer den vor dem Ruin stehenden Antiquitätenladen zu neuem Erfolg bringen konnte. Dies war nur möglich, weil Theo eine ganze Reihe von Hobies handwerklich geschickt restaurierten Möbeln als wertvolle Originale an ahnungslose Neureiche verkaufen konnte. In dieser Zeit kommt Theo wieder in Kontakt mit den Barbours. Er erfährt, dass sein Schulfreund Andy bei einem Segelunfall zusammen mit dessen Vater ums Leben gekommen ist. Theo freundet sich mit Kitsey Barbour an. Nach einer Weile schmieden beide Hochzeitspläne.
Überraschend trifft Theo in New York auf Boris, der mittlerweile sehr erfolgreich kriminelle Geschäfte betreibt. Ihre Freundschaft scheint sofort wieder aufzuleben, wird jedoch durch Boris’ Geständnis belastet, der zugibt, dass er seinerzeit in Las Vegas das Gemälde entdeckt und es gegen eine Attrappe ausgetauscht hatte. Im Zuge eines größeren Drogengeschäfts ging das als Pfand eingesetzte Gemälde verloren.
Um das Gemälde wiederzubeschaffen, fliegen beide nach Amsterdam, um dort einer Spur nachzugehen. Der Versuch, das Gemälde wiederzubeschaffen, scheitert: Theo erschießt einen Verbrecher und das Gemälde wird erneut gestohlen. Theo geht anschließend in sein Hotelzimmer und versucht, Selbstmord zu begehen. Er wird aber noch rechtzeitig von Boris gerettet. Boris erzählt ihm, dass ein Freund der Polizei einen Tipp gegeben hat, um das Gemälde zu finden. Nach einer Razzia in Frankfurt am Main kann die Polizei das Gemälde zusammen mit anderen verlorenen und gestohlenen Kunstwerken sicherstellen.

## Produktion

### Literarische Vorlage

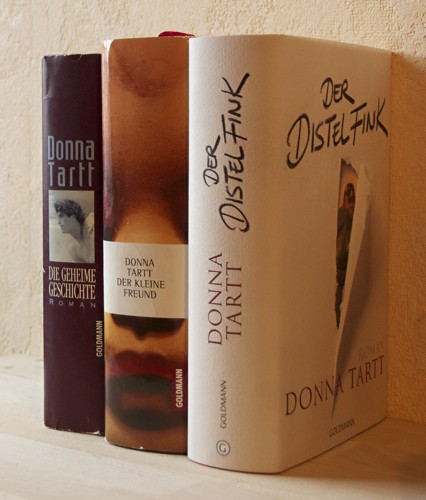
Bei Der Distelfink handelt es sich um den bislang letzten ins Deutsche übersetzten Roman von Donna Tartt

Der Film basiert auf dem vielfach ausgezeichneten Roman Der Distelfink (Originaltitel The Goldfinch) der US-amerikanischen Schriftstellerin Donna Tartt aus dem Jahr 2013. Das Buch erschien in der deutschen Übersetzung von Rainer Schmidt im März 2014 im Goldmann Verlag. 2014 wurde der Roman mit dem Pulitzer-Preis im Bereich Belletristik ausgezeichnet und für den Baileys Women’s Prize for Fiction nominiert. Der Roman befand sich 30 Wochen lang auf der Bestsellerliste der New York Times und verkaufte sich bis Juni 2014 alleine in den USA über 1,5 Mio. mal. Die Filmrechte wurden von Warner Bros. erworben.
Im Roman überlebt der 13-jährige Ich-Erzähler Theodore Decker bei einem Besuch des New Yorker Metropolitan Museums einen  Bombenanschlag, seine Mutter wird jedoch getötet. Schwer verletzt stand Theo dem sterbenden Welton Blackwell bei, konnte sich schließlich aus den verwüsteten Museumsräumen befreien und ließ auf Blackwells Drängen hin das Gemälde Der Distelfink des niederländischen Malers und Rembrandt-Schülers Carel Fabritius in einer Plastiktüte mitgehen, das von der Kunstwelt für zerstört gehalten wurde. Das Gemälde begleitet ihn von da an durch die Handlung des Romans. Außerdem hat ihm Blackwell seinen karneolbesetzten Ring anvertraut und ihm den Namen seiner Firma in Greenwich Village genannt. Erst lebt Theo nach dem Vorfall bei einigen wohlhabenden Freunden der Familie in New York, bevor er später unter anderem nach Las Vegas und Amsterdam fährt. Das Gemälde ist die einzige Konstante auf der Reise und auch die einzige Verbindung, die er noch zu seiner verstorbenen Mutter hat und zieht sich wie ein Roter Faden durch die Handlung.

### Stab und Besetzung

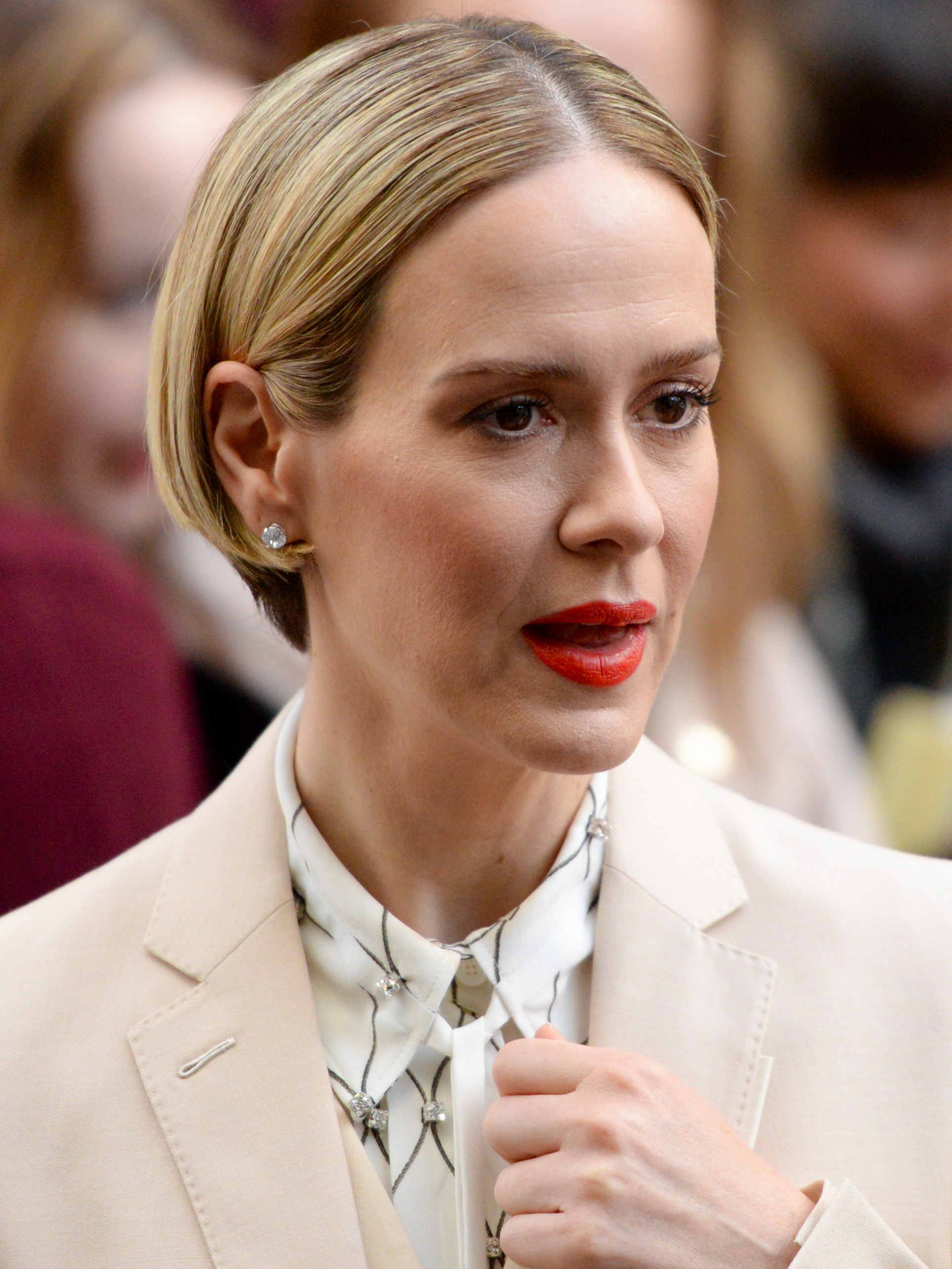
Sarah Paulson bei der Premiere des Films in Toronto

Warner Bros. hat sich mit Amazon zusammengetan, um die komplexe Geschichte als Film zu adaptieren, der zuerst im Kino und später beim Streamingdienst des Online-Versandhändlers laufen soll. Als Produzenten fungieren Nina Jacobson und Brad Simpson.
Regie führt John Crowley, während Peter Straughan den Roman von Tartt für den Film adaptierte. Crowley war zuletzt als Regisseur der Colm-Tóibín-Verfilmung Brooklyn – Eine Liebe zwischen zwei Welten in Erscheinung getreten. Die Filmmusik wurde von Trevor Gureckis komponiert, der mit seiner Arbeit im Herbst 2018 begann.
Ansel Elgort übernahm die Hauptrolle von Theodore „Theo“ Decker als Heranwachsender, während Oakes Fegley ihn als Kind spielt.
Nicole Kidman spielt Mrs. Barbour, die scheinbar kühle, aber freundliche und wohlhabende Pflegemutter von Platt, Kitsey und Andy, die den verwaisten Theo aufnimmt. Finn Wolfhard spielt den jungen Boris, der Sohn eines ukrainischen Emigranten, der Theos enger Freund wird und der als Erwachsener von Aneurin Barnard verkörpert wird. Ashleigh Cummings ist in der Rolle von Theos großer Liebe Pippa zu sehen, die von Aimee Laurence als junges Mädchen gespielt wird. Jeffrey Wright spielt ihren gesetzlichen Vormund Hobie, der auch zu Theos Mentor wird. Luke Wilson spielt Theos Vater Larry Decker, ein gescheiterter Schauspieler, der zum Spieler und Alkoholiker wurde. Sarah Paulson spielt dessen Freundin Xandra.

### Dreharbeiten und Veröffentlichung
Die Dreharbeiten wurden am 23. Januar 2018 in New York begonnen und fanden hier unter anderem auf der Park Avenue statt. Im Februar und März 2018 drehte man im Westchester County im Südosten von New York, so an der Yonkers Stage und in Rye, in der Nähe der Westchester Avenue. Weitere Aufnahmen entstanden in Albuquerque und Amsterdam. Als Kameramann fungierte Roger Deakins.
Ende Mai 2019 wurde ein erster Trailer vorgestellt. Erstmals gezeigt wurde der Film wurde am 8. September 2019 beim Toronto International Film Festival. Am 13. September 2019 kam er in die US-amerikanischen Kinos. Am 26. September 2019 startete er in Deutschland und sollte am 10. Oktober 2019 in die Schweizer und am 11. Oktober 2019 in die österreichischen Kinos kommen.

## Rezeption

### Altersfreigabe
In den USA erhielt der Film von der MPAA ein R-Rating, was einer Freigabe ab 17 Jahren entspricht. In Deutschland wurde er von der FSK ab 12 Jahren freigegeben.

### Kritiken
Insgesamt stieß der Film auf eher negative Kritiken, auf der Plattform Rotten Tomatoes erhielt der Film ein schlechtes Tomatometer von 25 %.
Die Filmkritikerin Antje Wessels schreibt, obwohl es gerade an der ersten Hälfte von Der Distelfink nichts auszusetzen gebe, springe der emotionale Funke nur sehr langsam über, und in der zweiten Hälfte komme dann auch noch hinzu, dass der Geschichte durch ihre Verortung im weitaus weniger interessanten Hier und Jetzt spürbar die Puste ausgehe. Auch wenn sich das Skript von Drehbuchautor Peter Straughan genügend Zeit für jede einzelne Station in Theos Leben nimmt, bleibe der eigentlich so notwendige emotionale Punch aus, wodurch der Zuschauer bis zuletzt nur ein nüchterner Betrachter der Geschehnisse bleibe, so Wessels, auch wenn sich Nicole Kidman aufopfernd um den besten Freund ihres Sohnes kümmert oder ihn an den gewalttätigen Vater abgeben muss. Dem Regisseur John Crowley gelinge es nicht, unter den exzellent komponierten Bildern von Kameramann Roger Deakins so etwas wie einen emotionalen Kern auszumachen, auch wenn gar nicht so leicht festzumachen sei, woran das eigentlich liege, da gerade Oakes Fegley schließlich eine formidable Leistung als vom Schicksal gebeutelter Teenager abliefere.
Peter Osteried von der Gilde deutscher Filmkunsttheater findet, im Film gehe alles Hand in Hand: „Eine exakt erzählte, charakterlich tiefgreifende Geschichte, eine den Zuschauer umschmeichelnde Musik, eine imposante Inszenierung, Bilder, die sich ins Gedächtnis einbrennen, und ein Ensemble, das von den Jungdarstellern um Newcomer Oakes Fegley bis zu den gestandenen Mimen wie Ansel Elgort und Jeffrey Wright, nicht erlesener sein könnte. Am Ende steht ein Film, den man nicht mehr vergisst.“
Lida Bach schreibt auf filmrezension.de, dass „die pompös den Wert von Authentizität beschwörende Inszenierung selbst zum kümmerlichen Abklatsch eines prestigeträchtigen Originals“ gerate. „Vor erschöpfender Belanglosigkeit bewahren John Crowleys überlangen Kunstraub-Krimi weder die untrennbar mit seiner Historie verknüpfte Faszination des Titelbildes noch die Qualität Donna Tartts Pulitzer-gekrönter Vorlage.“ Ohne Kenntnis des Romans sei die Filmhandlung kaum verständlich.

## Synchronisation
Die deutsche Synchronisation entstand nach einem Dialogbuch und der Dialogregie von Katrin Fröhlich im Auftrag der FFS Film- & Fernseh-Synchron GmbH, Berlin.
| Schauspieler            | Deutsche Synchronstimme | Rolle                  |
| ----------------------- | ----------------------- | ---------------------- |
| Ansel Elgort            | David Turba             | Theodore Decker        |
| Finn Wolfhard           | Oliver Szerkus          | Boris (jung)           |
| Nicole Kidman           | Petra Barthel           | Mrs. Barbour           |
| Ashleigh Cummings       | Lea Kalbhenn            | Pippa                  |
| Willa Fitzgerald        | Josephine Schmidt       | Kitsey Barbour (älter) |
| Luke Kleintank          | Roman Wolko             | Platt Barbour          |
| Colin Shea Schirrmacher | Nikita Steinert         | Toddy Barbour (Jung)   |
| Sarah Paulson           | Meike Finck             | Xandra                 |